# Miguel (album de Dalida)
Pour les articles homonymes, voir Miguel.
Albums de Dalida
Son nom est Dalida
(1957)  Gondolier
(1958)
Miguel est le deuxième album en français de la chanteuse Dalida, publié en 1957, par Barclay Records (numéro de catalogue 80063). En 2002, Barclay Records, une division d'Universal Music France, a publié une version remasterisée de la version originale en CD, sous le même nom, et aussi reconditionnée sous le nom Dalida Accompagnée Par Walberg Et Son Orchestre Et Raymond Lefèvre Et Son Orchestre* – Dalida .

## Liste des pistes
Barclay - 80.063.
| 1. | Miguel                                    | Marc Fontenoy et Ramón Cabrera   | 1:59 |
| 2. | La Plus Belle Du Monde                    | Fernand Bonifay et Marino Marini | 3:39 |
| 3. | Ay! Mourir Pour Toi                       | Charles Aznavour                 | 3:39 |
| 4. | Le Petit Chemin De Pierres (Scalinatella) | Giuseppe Cioffi et Jean Patrick  | 2:52 |

| Face B | Face B                                                                          | Face B                                              | Face B | Face B | Face B | Face B | Face B | Face B | Face B |
| No     | Titre                                                                           | Auteur                                              | Durée  |        |        |        |        |        |        |
| ------ | ------------------------------------------------------------------------------- | --------------------------------------------------- | ------ | ------ | ------ | ------ | ------ | ------ | ------ |
| 1.     | Le Ranch De Maria (Casetta In Canada)                                           | Jacques Larue, Mario Panzeri et Vittorio Mascheroni | 2:42   |        |        |        |        |        |        |
| 2.     | Quand on n'a que l'amour                                                        | Jacques Brel                                        | 2:41   |        |        |        |        |        |        |
| 3.     | Tu N'as Pas Très Bon Caractère                                                  | Ferdinando Albano et Fernand Bonifay                | 2:35   |        |        |        |        |        |        |
| 4.     | Tu Peux Tout Faire De Moi (Tiré du Film 'Marchands de filles de Maurice Cloche) | Fernand Bonifay et Guy Magenta                      | 3:14   |        |        |        |        |        |        |
| 22:52  |                                                                                 |                                                     |        |        |        |        |        |        |        |

## Singles
- 1957 : Miguel /  	La Plus Belle Du Monde (Barclay – 60072)[2]  (Volume 4)
- 1957 : Le ranch de Maria / Tu peux tout faire de moi / Quand on n'a que l'amour / Tu n'as pas très bon caractère (Volume 5)